# Garganta do Registro

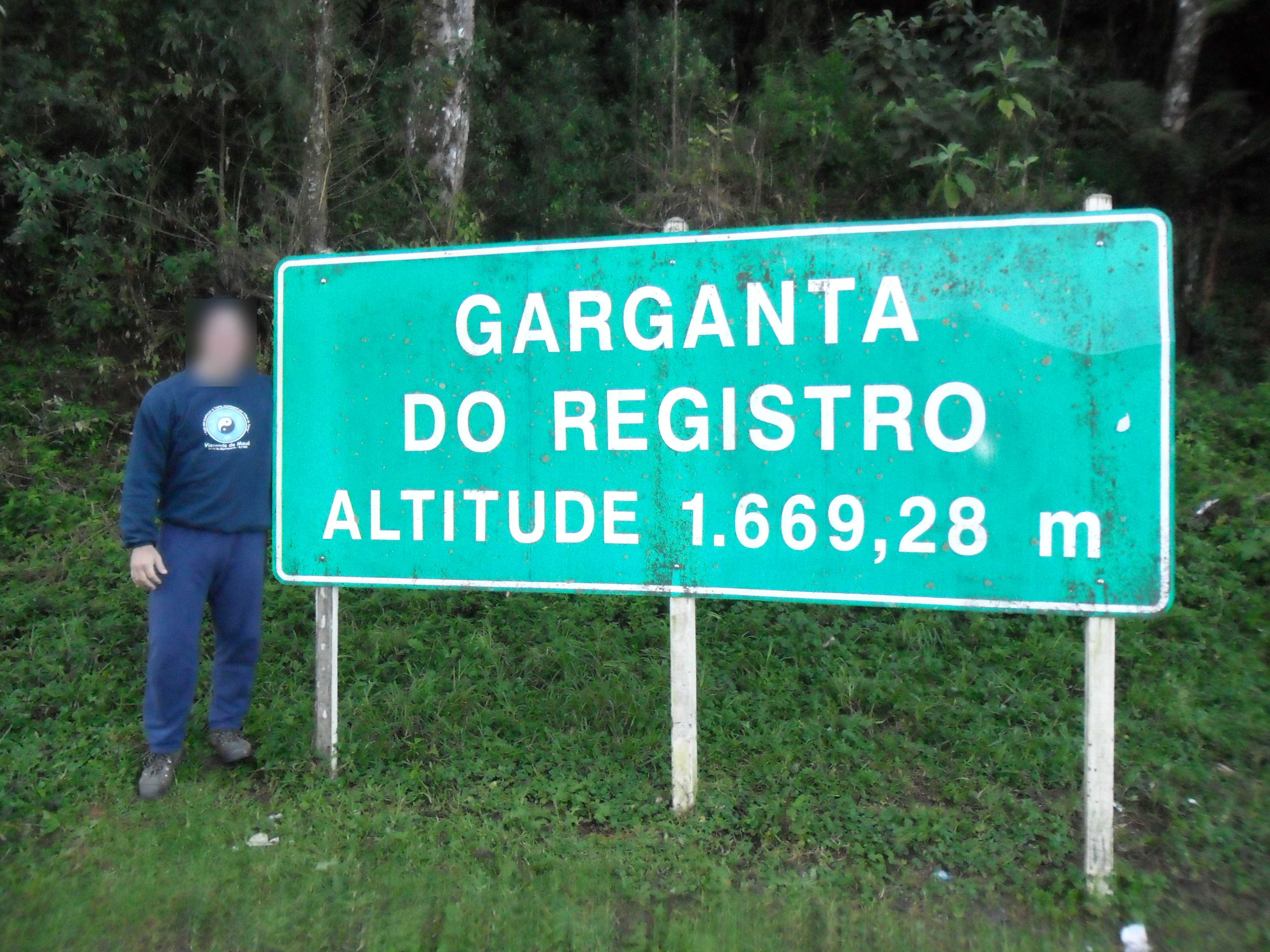
Placa de altitude na rodovia BR-354, Brasil, na garganta do Registro.

A garganta do Registro é um passo de montanha brasileiro, localizado na serra da Mantiqueira, na divisa dos estados de Minas Gerais (município de Itamonte) e Rio de Janeiro (município de Resende). O passo separa a serra Fina do maciço de Itatiaia e atinge a altitude de 1669,28 metros acima do nível do mar.
Devido a essa localização entre os dois segmentos mais altos da serra da Mantiqueira, o passo fica a poucos quilômetros do pico dos Três Estados (2665 m, ponto tríplice das divisas dos estados de Minas Gerais, Rio de Janeiro e São Paulo), a Pedra do Sino de Itatiaia (2670 m) e o pico das Agulhas Negras (2791 m). É ponto de passagem de trilhas de montanhismo que dão acesso às duas serras.
A garganta do Registro é atravessada pela rodovia BR-354, que liga a via Dutra na localidade de Engenheiro Passos ao sul de Minas Gerais. Este é o único ponto num raio de várias dezenas de quilômetros em que é possível a travessia rodoviária entre Minas Gerais e o médio vale do Paraíba, não havendo nenhuma outra passagem transitável através da Mantiqueira desde a garganta do Embaú, a oeste, até o povoado de Maringá, perto de Visconde de Mauá, a leste. No alto do passo, origina-se ainda a parte alta da rodovia BR-485, não pavimentada, que liga a BR-354 ao abrigo Rebouças, no Parque Nacional de Itatiaia, e atinge as maiores altitudes a que se pode chegar por estrada no Brasil.